# Domenico Sanfilippo
Domenico Sanfilippo (Adrano, 18 gennaio 1891 – Catania, 21 gennaio 1976) è stato un editore italiano fondatore del quotidiano La Sicilia.

## Biografia
Esponente di una facoltosa famiglia della borghesia adranita, laureato in legge all'Università di Napoli, fu possidente agricolo e si occupò dei beni patrimoniali di famiglia. Il padre fu deputato della provincia di Catania.
Alla fine della prima guerra mondiale - dove lo stesso Sanfilippo partecipò - tornò a svolgere il suo mestiere di agricoltore, ma spinto dalla passione per l'editoria, divenne comproprietario della società catanese che pubblicava il Corriere di Sicilia, fino al 1923, quando il regime fascista appena giunto al potere in Italia, espropriò le quote azionarie della società, e si appropriò del quotidiano. Tuttavia, la sua esperienza editoriale proseguì come direttore della rivista teatrale Le maschere che fondò nel 1928. Nell'ambito della sua attività imprenditoriale nel settore agricolo, Sanfilippo fu nominato nel 1930 presidente della Camera agrumaria per la Sicilia e la Calabria.
Di orientamento liberale, assieme a diversi soci, tra cui l'avvocato Mattia Ciancio e l'industriale molitorio Giuseppe Fazio, fondò a Roma la Società Editrice Rinnovamento (SER) e contenstualmente diede vita al quotidiano La Sicilia, le cui pubblicazioni furono invece avviate a Catania.
Il quotidiano La Sicilia sorse come organo del gruppo liberale e monarchico finanziato dallo stesso Sanfilippo. La volontà di Sanfilippo di fondare un nuovo quotidiano fu dettata dal rischio che lo stesso avvertì per un'eventuale ascesa dei comunisti in Italia. A seguito della vittoria al referendum del 1946 della fazione repubblicana, altri soci si ritirarono, e azionisti principali divennero Sanfilippo e Ciancio. Suoi principali collaboratori furono i giornalisti Alfio Russo e Antonio Prestinenza, rispettivamente primo direttore e condirettore de La Sicilia.
Nel 1957 Sanfilippo fondò la società tipografica ITES (Industria Tipografica Editrice Siciliana), con capitale sociale di 1 milione di lire, che tre anni più tardi, assorbì la SER. Il capitale sociale dell'azienda fu portato a 60 milioni nel 1960 e ad oltre 300 nel 1965. Maggior editore del capoluogo etneo, negli anni sessanta fu presidente dell'Ente Musicale Catanese, un organismo misto pubblico e privato, che si occupò della direzione artistica del Teatro Massimo Bellini, nonché membro del Rotary Club di Catania.
Morto scapolo e senza eredi nel 1976, la società editoriale da lui fondata e la direzione del quotidiano passarono al nipote Mario Ciancio Sanfilippo, il quale l'anno prima e in suo onore aveva fondato la Domenico Sanfilippo Editore.